# Окръжност
Окръжността е геометрична затворена крива, образувана от множеството от точките в дадена равнина, намиращи се на определено разстояние (радиус, r) от определена точка (център). Диаметър на окръжността (d) е отсечка, свързваща две точки от окръжността и преминаваща през центъра ѝ, като дължината ѝ е два пъти радиуса (d = 2r).

## Кръг
Фигурата, съставена от точките на окръжността и точките във вътрешността ѝ, т.е. точките, които са на разстояние от центъра, равно или по-малко от радиуса, се нарича кръг.
Окръжност се отнася към кръг в двуизмерното пространство, както сфера към кълбо в триизмерното.

## Определения
Окръжността е и частен случай на елипса с два съвпадащи фокуса и може да бъде определена също като сечение на прав кръгов конус и равнина, перпендикулярна на оста му.
Площта S (лицето) на кръг с радиус r или диаметър d е
{\displaystyle \ S=\pi r^{2}=\pi d^{2}/4\approx 0,785d^{2}.}
Периметърът p (обиколката) на кръг, тоест дължината на окръжност, с радиус r или диаметър d е
{\displaystyle \ p=2\pi r=\pi d.}

### По Евклид
Според класическото определение окръжността е геометричното място на точките в равнината, разположени на еднакво разстояние от дадена точка. В известното математическо съчинение „Елементи“ древногръцкият математик Евклид (IV – III век пр.н.е.) дава следното определение:
| „                                          | Кръг е равнинна фигура, ограничена от линия, такава че всички прави отсечки, достигащи до нея от една от точките, лежащи вътре във фигурата, са равни една на друга. | “ |
| Евклид, Елементи, книга I, определение 15. | |   |

### По Аполоний от Перге
Аполоний от Перге (262 – 190 г. пр.н.е.) показва, че окръжността може да се определи и като множеството от точки в дадена равнина, за които съотношението на разстоянието до две зададени точки е постоянно и различно от единица.
Доказателството за еквивалентност на определението на Аполоний с класическото определение се състои от две части. Първо, трябва да се докаже, че при зададени две точки, фокусите A и B, и съотношение на разстоянията, всяка точка P, за която е изпълнено условието, трябва да лежи върху определена окръжност. Ако C е друга точка, също изпълняваща условието и лежаща на отсечката AB. От теоремата за ъглополовящата следва, че отсечката PC е ъглополовяща на вътрешния ъгъл APB, заради съотношението:
{\displaystyle {\frac {|AP|}{|BP|}}={\frac {|AC|}{|BC|}}}
Аналогично отсечка PD през точка D на правата AB е ъглополовяща на съответния външен ъгъл BPQ, където Q лежи на правата AP. Тъй като сборът на вътрешния и външния ъгъл е 180°, ъгълът CPD е прав. Множеството от точки P, за които ъгълът CPD е прав, образуват окръжност, за която CD е диаметър. Вторият етап от доказателството е да се покаже, че всяка точка от въпросната окръжност удовлетворява зададеното съотношение на разстоянията.
Дефиницията на Аполоний е тясно свързана с едно отношение на окръжностите с геометрията на двойното отношение на точките в комплексната равнина. Ако точките A, B и C са зададени както в горното доказателство, Аполониевата окръжност за тези три точки е множеството от точките P, за които абсолютната стойност на двойното отношение е равна на 1:
{\displaystyle |[A,B;C,P]|=1\ }
Формулирано по друг начин, P е точка от Аполониевата окръжност тогава и само тогава, когато двойното отношение [A,B;C,P] лежи върху единичната окръжност на комплексната равнина.
Определението на Аполоний дава възможност за дефиниране и на т.нар. обобщена окръжност, множество от криви, включващо освен окръжностите в тесен смисъл, също и правите, образувани при:
{\displaystyle {\frac {|AP|}{|BP|}}={\frac {|AC|}{|BC|}}=1}

### В декартови координати
- Уравнението на окръжност с център {\displaystyle M=\left(x_{M},y_{M}\right)} и радиус {\displaystyle r} е
{\displaystyle \left(x-x_{M}\right)^{2}+\left(y-y_{M}\right)^{2}=r^{2}}
ако {\displaystyle M} съвпада с центъра на координатната система, уравнението придобива вида
{\displaystyle x^{2}+y^{2}=r^{2}.\,}

- Параметрично представяне на окръжност:
{\displaystyle x=x_{M}+r\cos \varphi }
{\displaystyle y=y_{M}+r\sin \varphi }
където координатите x и y се изразяват чрез параметъра {\displaystyle \varphi }, който може да приема всички стойности в интервала {\displaystyle 0\leq \varphi <2\pi }.

### В полярни координати
Ако полярните координати на центъра на окръжност са {\displaystyle M=(r,\alpha )}, то окръжността с радиус {\displaystyle r} се описва с равенството
{\displaystyle \rho (\varphi )=2r\cos(\varphi -\alpha )}, {\displaystyle 0\leq \varphi <2\pi }
ако {\displaystyle M} е началото на координатната система, то
 {\displaystyle \rho =r.}

## Термини, свързани с окръжността
- Всеки две точки от окръжността я делят на две части, които се наричат дъги на окръжността. Дъгата се нарича полуокръжност, ако отсечката, съединяваща краищата ѝ, е диаметър.
  - {\displaystyle d=2r}
- Кръгов сектор или просто сектор се нарича част от кръг, ограничена от дъга и два радиуса, които съединяват краищата на дъгата с центъра на кръга.
- Отсечка, съединяваща две точки от окръжност, се нарича хорда. Диаметърът на окръжността е хорда, минаваща през центъра ѝ.
- Сегмент се нарича част от кръг, ограничена от дъга и прилежащата ѝ хорда.
- Допирателна (тангента) се нарича права, имаща само една обща точка с окръжност, точката се нарича допирна точка.
- Секуща се нарича права, която има две общи точки с окръжност.
- Централен ъгъл на окръжност се нарича ъгъл, чийто връх съвпада с центъра на окръжността.
- Вписан ъгъл се нарича ъгъл, чийто връх лежи на окръжността, а раменете му са секущи.
- Периферен ъгъл се нарича ъгъл, на който върхът е точка от окръжността, едното рамо е допирателна към К, а другото пресича окръжността.
- Две окръжности, които имат общ център, се наричат концентрични.

## Свойства
- Права и окръжност може да нямат общи точки, да имат една обща точка (правата е допирателна) и да имат две общи точки (правата е секуща).
- През три точки, нележащи на една права, може да се прекара само една окръжност.
- Допирната точка на две окръжности лежи на правата, съединяваща техните центрове.